# Strojetice
Strojetice település Csehországban, a Benešovi járásban. Strojetice Čechtice, Loket, Keblov, Křivsoudov és Mnichovice településekkel határos. Lakosainak száma 145 fő (2024. január 1.).

## Népesség
A település lakosságának változását az alábbi diagram mutatja:
| Lakosok száma | 358  | 427  | 428  | 284  | 181  | 136  | 127  | 124  | 130  | 145  |
|               | 1869 | 1900 | 1921 | 1961 | 1980 | 2011 | 2016 | 2019 | 2021 | 2024 |